# محمد قدری پاشا

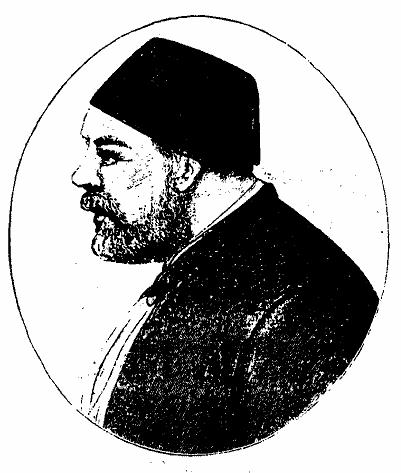
محمد قدری باشا

محمد قادری پاشا (مالاوی، حدود ۱۸۲۱ م / ۱۲۳۷ ق - ۲۱ نوامبر ۱۸۸۶ م / ۱۷ ربیع الاول ۱۳۰۶ ه‍. ق) فقیه مصری ترک الاصل در مصر، در فقه اسلامی، به ویژه حنفی دارای کتب و تألیف است.

## تولد و خانواده اش
او در شهر ملوی به دنیا آمد و خانواده‌اش از شهر وزیر کوپرولی در آناتولی بودند و پدربزرگ قدری پاشا والی آن ولایت بود. پدر قدری پاشا که قدری آقا نام داشت، به مصر آمد و در آنجا سکنی گزید و سپس به فرمانداری منطقه مالاوی منصوب شد و در آنجا ازدواج با دختری که اصالتاً مصری بود، از خانواده و دودمان با اصل و نسبی ازدواج کرد.
او دو برادر ناتنی داشت که یکی از آنها پیش از او در آناتولی درگذشت و او نصیرالدین قدری است و دیگری بعد از او درگذشت. او قدری بیگ است که در زمان سلطان عبدالعزیز از کارگزاران چهارراه شاهی بود و در قسطنطنیه ماند و در آنجا درگذشت.

## آموزش و تحصیلات او
محمد قادری اولین دروس خود را در مدرسه خصوصی کوچکی در ملاوی آموخت، سپس به قاهره رفت و به مدرسه السون - که در آن زمان در ابوزعبل بود- پیوست و دروس خود را در آنجا به پایان رساند و مکرراً از دانشگاه ازهر بازدید می‌کرد. او تحصیلات خویش را در این دانشگاه در علوم عربی و پزشکی قانونی، حتی پس از فارغ‌التحصیلی از مدرسه السون و انتصاب به عنوان دستیار مترجم ادامه داد. تأثیر این امر در کتاب‌هایی که پس از آن تألیف کرد که حکایت از تجربه عمیق او در فقه اسلامی دارد.

## زندگی شغلی او
محمد قادری به سمت مترجمی در وزارت دارایی منصوب شد و هنگامی که مصریان ایالت شام را اشغال کردند، شریف پاشا را به فرمانداری آن منصوب کرد، پس محمد قدری را با خود برد و تا زمانی که به آستانه سفر کرد و او را برد، نزد او ماند. با او چه در روزنامه‌های فرانسوی به ترکی آمده‌است، سپس در زمان خدیو اسماعیل به تدریس شاهزاده ابراهیم بن احمد منصوب شد، سپس به عنوان استاد زبان فارسی و ترکی در مدرسه شاهزاده مصطفی پاشا فاضل منصوب شد. سپس خدیو اسماعیل او را به عنوان استاد و مربی فرزندش ولیعهد شاهزاده توفیق انتخاب نمود. در کنار آن به تدریس تاریخ و جغرافیا در مدرسه ای که به‌طور خاص برای تحصیل ولیعهد و برادرانش (حسین کامل) تأسیس گردیده بود، مقرر شد.
پس از انصراف ولیعهد از تلمذ نزد محمد قدری، خدیو اسماعیل او را در دارالترجمه جامعه اهل سنت منصوب کرد و پس از آن در قسمت معارف گمار و بعد از آن، به شورای بازرگانان اسکندریه و سپس به دفتر امور خارجه به عنوان رئیس بخش ترجمه منتقل شد و تنها بخش ترجمه رسمی دولتی به او سپرده شد. پس از این وظیفه، قدری پاشا به عنوان بازرس و ناظر در قسمت معارف پیشنهاد شد ولی او قبول نکرد اما به جای آن، به عنوان مشاور به محاکم مختلط مقرر گردید که این تقرر را پذیرفت.

## قادری پاشا وزیر می‌شود
قدری پاشا در زمان خدیو توفیق، وزیر معارف وقت، برای مدت کوتاهی به سمت ناظر حقانیه منصوب شد و پس از آن مجدداً به عنوان وزیر حقانیه بازگشت.

## کار حقوقی او
در زمان خدیو اسماعیل، سلطان عبدالعزیز از خدیو خواست تا قدری پاشا و مصطفی افندی رسمی را مأمور بازنگری در قانون اساسی عثمانی کند که نشان می‌دهد قدری پاشا در علم حقوق تا چه حد مشهور بوده‌است و پس از آن او پشت سر نامزدی او برای تصدی مسئولیت بود.
قدری پاشا در دوران وزارت خارجه - اواخر عصر خدیو اسماعیل - سیستم ویژه ای را برای وزارت دارایی ایجاد کرد.
محمد قدری پاشا به ترجمه قوانین محاکم مختلط روی آورد تا سرآغازی برای وضع قوانین در محاکم جدیدی باشد که خدیو اسماعیل می‌خواست آنها را به مثابه وجه تکمیلی محاکم مختلط تأسیس نماید.

## سرگرمی او موسیقی بود
قدری پاشا، در نواختن عود مهارت داشت و رساله ای در زمینه موسیقی‌شناسی نگاشته‌است و در آن نت‌ها را به صورت برج‌هایی ساخته‌است که پیش از او هیچ‌کس دیگری چنین اثری خلق نکرده‌است.

## از کتاب‌های او
- تاریخ مختصر مصر فرانسوی: Aperçu historique de l'Egypte‎ به زبان فرانسوی در قاهره در مطبوعات Anse and Maurice Palmuski در ۱۵ صفحه (۱۸۶۹) نشر شده‌است.
- اطلاعات جغرافیایی همراه با برخی مرورهای تاریخی از مهم‌ترین شهرهای مصر (به فرانسوی و عربی، Combo Press، قاهره، ۱۸۶۹)
- مختصری در حساب فرانسوی
- الدر المنتخب من لغات الفرنسیس و العثمانیین و العرب، (در سال ۱۸۷۰ در اسکندریه چاپ شد و زمانی که در جامعه سنی بود در مطبوعات ملی تجدید چاپ شد)
- اجرومیه به زبان عربی با احکام آن (در حیات مؤلف آن چاپ نشده‌است)
- الدر النفیس به زبانهای عربی و فرانسوی (کتابی عظیم با بیش از ۷۰۰ صفحه)
- مروارید اهل سنت (۳ جزء، یکی برای لغت و دو قسمت دیگر برای جملات و امثال، چاپ ۱۲۸۰ ق / ۱۸۶۳ م)
- واژگان گیاه‌شناسی (نوشته شده توسط وی در زمان استادی زبان فرانسه در کسر العینی)
- مترادف در فرانسه و عربی
- ترجمه شرح حال محمد توفیق پاشا خدیو مصر (احتمالاً به درخواست خود توفیق تنظیم شده و در کتب خانات مایه سنی سپرده شده و نسخه ای از آن برای چاپ به پاریس فرستاده شده‌است. در کتاب تاریخ عمومی)
- رساله‌ای در ریخت‌شناسی (در ۱۰ برگ، تألیف ۱۳۰۰ ق / ۱۸۸۳ م)
- بهترین اقدامات احتیاطی در مورد کاهش جرایم فرانسوی: Le bon régime pour diminuer le crime‎).
- مرشد الحیران إلی معرفة أحوال الإنسان فی المعاملات الشرعیة علی مذهب الإمام الأعظم أبی حنیفة النعمان، مطابق با عرف سرزمین‌های مصر و سایر ملل اسلامی.
- قانون العدل والإنصاف للقضا علی مشاکل الأوقاف (چاپ بولاق در ۱۸۹۴)
- االأحکام الشرعیة فی الأحوال الشخصیة (چاپ بولاق ۱۲۹۸ ق / ۱۸۸۱ م)
- تطبیق ما وجد فی القانون المدنی موافقًا لمذهب أبی حنیفة
- قطر أنداء الدیم فی النصائح والمواعظ والحکم (جمع‌آوری شده از کتب ادبی و چاپ شده در چاپخانه مدارس، به عنوان نمونه مجموعه عبدالله پاشا فکری به نام «الدرار الغوال فی مواعظ و امثال»)
- دیوان شعر (که توسط پسرش محمود بیگ گردآوری شده‌است)

## آثاری که او ترجمه کرد
- عربی‌سازی قوانین فرانسوی، معروف به کد (با جمعی از مترجمان مصری، جمع‌آوری و چاپ در مطبوعات امیری در سال ۱۲۸۳ هجری قمری / ۱۸۶۶ م، و به محمد قادری پاشا اعرابی «حدود و حقوق جزا» اعطا شد).
- او با دیگران - در حدود سال ۱۸۷۴ - در عربی‌سازی قانون دادگاه‌های مختلط در آماده‌سازی برای انتخاب آنچه که برای دادگاه‌های مدنی مناسب موقعیتش است، شرکت کرد.

محمد قادری پاشا در روز چهارشنبه ۱۷ ربیع الاول ۱۳۰۶ هجری قمری برابر با ۲۱ نوامبر ۱۸۸۶ میلادی در سن ۶۵ سالگی درگذشت.الگو:اقتباس خاص